# Шато Понте-Кане
Шато Понте-Кане (фр. Château Pontet-Canet, первоначально называлось Кане (фр. Canet)) — винодельческое хозяйство в апелласьоне Медок, в области Бордо. Château Pontet-Canet является также названием красного вина, производимого этим хозяйством. Вино, произведенное здесь, входит в состав одного из восемнадцати пятых крю (фр. Cinquième Cru Classé) в Официальной классификации вин Бордо 1855 года.

## История
В 1865 году, десять лет спустя после создания классификации 1855 года, поместье было куплено Херманом Крюзом, и после этого в течение длительного периода принадлежало его семье. Бордоский винный скандал о мошенничестве в 1973 году привёл к продаже поместья в 1975 году продавцу коньяка Гаю Тессерону, которому также принадлежало Шато Лафон-Роше (фр. Château Lafon-Rochet). Поместье остается под его контролем и сегодня.

## Производство
Из 120-гектар (300-акрового) поместья Понте-Кане, расположенного в северном конце коммуны Пойяка, через дорогу от первого Шато Мутон Ротшильд, только 80 га (200 акров) находятся под виноградной лозой. Состав почвы — главным образом, гравий, глина и известняк. Виноградное распределение — 60 % Cabernet Sauvignon, 33 % Merlot, 5 % Petit Verdot and 2 % Cabernet Franc. Возраст виноградных лоз в среднем 35 лет.
Pontet-Canet одно из самых больших производств классифицированного выращеного в Medoc с производством почти 20 000 бутылок вина. Брожение происходит в чанах из бетона и нержавеющей стали.